# International Railway Journal
El International Railway Journal (IRJ) es una revista ferroviaria que se publica desde 1960. La oficina editorial está en Falmouth (Cornualles) en el Reino Unido y la editorial es Simmons-Boardman Publishing en Nueva York.
Un primer número apareció a modo de prueba en octubre de 1960, y desde enero de 1961 la revista se publica mensualmente. Según sus propias declaraciones, es la primera revista especializada de la industria ferroviaria que se distribuye a nivel mundial. Está dirigido a ejecutivos y especialistas de fabricantes y empresas ferroviarias, pero también a políticos, planificadores de tráfico y consultores. La revista cubre temas de transporte de pasajeros, transporte de mercancías, transporte de alta velocidad, así como subterráneos y trenes ligeros. Los artículos cubren proyectos de infraestructura y adquisición de material rodante, nuevas tendencias en la industria, noticias financieras y temas políticos. Una parte significativa del contenido son mensajes cortos. Además de la edición impresa, el equipo editorial también opera una plataforma en línea y una página de Facebook.